# 먼스터 럭비

먼스터 럭비(Munster Rugby)는 1879년 창단한 아일랜드 먼스터의 프로 럭비 팀이다. 홈구장은 토몬드 파크와 머스그레이브 파크이며 현재 마그너스 리그에 참가하고 있다.